# 倫敦ノ山本五十六
『倫敦ノ山本五十六』（ロンドンのやまもといそろく）は、NHK総合の特集ドラマとして、2021年12月30日の木曜 22時00分 - 23時13分に放送されたテレビドラマ。主演は大河ドラマ「新選組!」以来17年ぶりのNHKドラマ出演となる香取慎吾。
2022年8月1日の月曜 21時00分 - 22時25分には85分拡大版としてNHK BSプレミアム・BS4Kで放送された。

## 概要
日本国民から「英雄」と呼ばれる前の山本五十六がもがき続けてきた若き時代の姿を映し出す。
のちに太平洋戦争開戦のきっかけとなる真珠湾攻撃で連合艦隊司令長官として指揮を執る事になる山本五十六は、昭和9年（1934年）に開催された第二次ロンドン海軍軍縮会議の予備会議において、日本国の命運を懸けて米国との軍縮交渉に臨むことになるが、日本海軍の上層部では条約脱退派が台頭していた。
米国の絶大なる工業力を熟知していた山本は「ここで交渉が決裂すれば、日本は国際社会から孤立してしまう」との危機感から交渉の決裂だけは避けたいと思っていた。しかし、そんなことなど考慮もしない日本海軍の上層部は当初からの「結論があってこそ」の姿勢を崩さなかった。
本作はNHKのエグゼクティブディレクターである右田千代が企画。太平洋戦争開戦から80年の歳月を経て、NHKの独自取材により開拓された日本海軍内部の極秘文書に基づいて制作された。
この極秘文書によると、山本は交渉決裂の前に、決裂を回避するための私案を構想し、そこでは制限となる具体的な総トン数を数字として入れていた。この私案を本国に許可を求めてたが、本国の海軍上層部は山本の私案を許可せず交渉決裂を指示した。
こうして予備交渉が不調に終わったため、日本は軍縮条約からの脱退を決定する。1934年12月、ワシントン海軍軍縮条約の条約破棄を通告（破棄通告後2年間は軍縮条約は有効）。無条件となる1936年12月以降を見据え、第三次海軍軍備補充計画を策定し、艦艇数で勝る米英を質で凌ぐため、大和型戦艦、翔鶴型空母、陽炎型駆逐艦などの艦艇建造に着手することになる。もはや条約による制限がなくなったので、日本は自由に巨艦を建造できることが出来るようになっていた。しかしそれは日本が自ら破滅に向かって突き進む道だった。
日本海軍が敗戦という失敗に向かって進む道の分岐点は、ロンドンの軍縮交渉の決裂にあったのだ、と番組は示す。

## キャスト
山本五十六
演 - 香取慎吾
本作の主人公。海軍少将であり、ロンドン軍縮予備交渉において首席代表を務める。
富岡定俊
演 - 高良健吾
海軍軍人。
堀悌吉
演 - 片岡愛之助
海軍中将であり、山本五十六の親友。
松平恒雄
演 - 國村隼
外交官。駐英大使として軍縮予備交渉で山本に帯同する。
大角岑生
演 - 渡辺いっけい
海軍大臣であり、軍縮反対派。
伏見宮博恭王
演 - 嶋田久作
皇族出身の軍人であり、軍令部総長。
長谷川清
演 - 中村育二
海軍次官。
岡新
演 - 市原隼人
海軍軍人。駐英武官として軍縮予備交渉で山本に帯同する。
山本礼子
演 - 平岩紙
山本五十六の妻。
正木美子
演 - 景井ひな
山本家の女中。
加藤隆義
演 - 伊武雅刀
軍令部次長であり、軍縮反対派。
高橋是清
演 - 山本學
政治家であり、前・大蔵大臣。
賀屋興宣
演 - 正名僕蔵
大蔵省官僚。
須藤泉
演 - 矢野聖人
海軍大尉。
光延東洋
演 - 植木祥平
海軍軍人。
山本義正
演 - 海津陽
山本五十六の長子。
山本澄子
演 - 吉田舞香
山本五十六の長女。
山本正子
演 - 吉田萌果
山本五十六の次女。
山本忠夫
演 - 前田琉希
山本五十六の次子。
ジェームズ・マクドナルド
演 - ブレイク・クロフォード
英国首相。
ジョン・サイモン
演 - ラズ・ブレイザー
英国外相。
アルフレッド・チャットフィールド
演 - イアン・ムーア
英国海軍軍令部長。
ノーマン・デービス
演 - モーリー・ロバートソン
日米交渉のアメリカ代表。
ウィリアム・スタンドレー
演 - チャールズ・グラバー
米国海軍作戦部長。
他
演 - 須田邦裕、中村靖日、井上智之、大島蓉子、厚切りジェイソン、パトリック・ハーラン ほか

## スタッフ
- 脚本 - 古川健
- 演出 - 大原拓
- 音楽 - 上野耕路
- 題字 - 川尾朋子
- 語り - 林田理沙[6]
- 海軍考証 - 夏川英二
- 風俗考証 - 天野隆子
- 所作指導 - 花柳寿楽
- 芸能指導 - 友吉鶴心
- 書道指導 - 金敷駸房
- 英語指導 - 塩屋孔章
- 企画 - 右田千代
- 取材 - 大森健生、梅本肇
- プロデューサー - 倉崎憲、里内英司（MMJ）
- 統括プロデューサー - 中村直文
- 制作統括 - 夜久恭裕